# José Maria Brito
José Maria Brito (Santo Ildefonso, Porto, 8 de Janeiro de 1976 - Évora, 22 de Abril de 2024) foi um padre e professor português. Entrou na Companhia de Jesus em 1998, foi ordenado padre em 2010, e em 2016 passou a dirigir o Gabinete de Comunicação da Companhia de Jesus. Em 2018, foi o principal responsável pela fundação do portal Ponto SJ, que se afirmou como um dos principais centros de debate da Igreja Católica no país.

## Biografia
Nasceu na freguesia de Santo Ildefonso, no concelho do Porto, em 8 de Janeiro de 1976. Viveu e estudou na cidade do Porto até 1998, tendo concluído um curso em comunicação social na Escola Superior de Jornalismo do Porto. Desde muito novo que se destacou pela sua intervenção nas comunidades locais, tendo por esse motivo estado integrado nos movimentos juvenis do partido CDS.
Ingressou na Companhia de Jesus em 27 de Setembro de 1998, na cidade de Coimbra, tendo feito os seus primeiros votos em 23 de Setembro de 2000. Entre 2000 e 2004 estudou filosofia em Braga. Exerceu igualmente como animador no Centro de Reflexão e Encontro Universitário Inácio de Loyola, no Porto. Frequentou o magistério no Colégio de São João de Brito, em Lisboa, onde também exerceu como professor. Em 2006 estudou teologia em Madrid, e em 2009 em Boston. Em 10 de Julho de 2010 foi ordenado como sacerdote no Colégio das Caldinhas, em Santo Tirso, onde começou a colaborar no ano seguinte como coordenador. Também ensinou na Escola Profissional Artística do Vale do Ave. Em 2016 fez a sua terceira provação no Quénia, e nesse ano integrou-se na comunidade jesuíta de São Pedro Claver, no Pragal. Colaborou igualmente nas paróquias da margem esquerda do Rio Tejo, onde foi guia e assistente regional da Comunidade de Vida Cristã CVX. Também em 2016 passou a dirigir o Gabinete de Comunicação da Província Portuguesa da Companhia de Jesus.
Em 3 de Setembro de 2017 fez os seus últimos votos, em Cernache, e em 2018 fixou-se na Casa Xavier, no Lumiar, ao mesmo tempo que colaborava na Cúria Provincial, tendo estado à frente do Gabinete de Comunicação durante cerca de seis anos. Em 2018 foi responsável pela criação do Ponto SJ, o portal na Internet da comunidade jesuítica em Portugal, o qual também dirigiu durante cinco anos, posição para a qual manteve uma frequente colaboração com a comunicação social. Em 2020 passou a fazer parte do Serviço de Protecção e Cuidado. Foi igualmente membro da Fundação Gonçalo da Silveira, na qual ascendeu a presidente da direcção em 2021. No final da sua vida, residia na comunidade dos jesuítas em Évora, onde colaborava com a Arquidiocese na equipa da pastoral familiar e com o centro universitário da Arquidiocese.
Em 12 de Junho de 2020, foi entrevistado pela Rádio Renascença sobre a vandalização da estátua do padre António Vieira em Lisboa, tendo afirmado que «transformar o padre António Vieira em algo que se possa assemelhar ao racismo» adultera a obra daquela figura histórica, e é também «um mau serviço na luta contra o racismo», recordando que foi responsável pela firmação de «muitos valores que nós temos hoje na defesa da dignidade da pessoa», e que «na obra de António Vieira encontramos uma raiz muito importante na defesa da dignidade humana, independentemente de qual seja a origem e a raça das pessoas».
Faleceu em 22 de Abril de 2024, aos 48 anos de idade, no Hospital de Évora, devido a uma hemorragia cerebral provocada por tumores. Na sequência da sua morte, a Assembleia Municipal do Porto publicou uma nota de pesar, onde se destacou a forma como «ao longo da sua vida marcou milhares de pessoas em todas as comunidades por onde passou».